# 新宿 (名古屋市)
新宿（しんじゅく）は、愛知県名古屋市名東区の地名。現行行政地名は新宿一丁目及び新宿二丁目。住居表示未実施。

## 地理
名古屋市名東区南部に位置する。南は猪高町高針、北は高針五丁目・松井町に接する。

## 歴史

### 町名の由来
当地に明治末期まで宿場があったことと、字名の新屋敷前の新を採って組み合わせた地名であるという。宿場は高針街道と称する街道のもので、飯田街道と接続し、飯田方面との交易が行われていた。

### 沿革
- 1970年（昭和45年）4月8日 - 千種区猪高町大字高針の一部により、同区新宿一丁目および新宿二丁目が成立する[1]。
- 1975年（昭和50年）2月1日 - 名東区に編入される[1]。
- 1977年（昭和52年）5月29日 - 一丁目に猪高町大字高針の一部が編入される[1]。また、一丁目の一部が大針三丁目に編入される[1]。
- 1980年（昭和55年）9月23日 - 一丁目および二丁目に猪高町大字高針の一部が編入される[1]。
- 1981年（昭和56年）6月14日 - 一丁目に猪高町大字高針の一部が編入される[1]。また、一丁目の一部が松井町に編入される[1]。
- 1984年（昭和59年）9月23日 - 一丁目および二丁目に猪高町大字高針の一部が編入される[1]。
- 1986年（昭和61年）2月9日 - 一丁目に猪高町大字高針の一部が編入される[1]。

## 世帯数と人口
2019年（平成31年）4月1日現在の世帯数と人口は以下の通りである。
| 丁目       | 世帯数  | 人口    |
| ---------- | ------- | ------- |
| 新宿一丁目 | 522世帯 | 1,155人 |
| 新宿二丁目 | 424世帯 | 952人   |
| 計         | 946世帯 | 2,107人 |

### 人口の変遷
国勢調査による人口の推移
| 2000年（平成12年） | 1,918人 | [ WEB 6 ] |  |
| 2005年（平成17年） | 1,926人 | [ WEB 7 ] |  |
| 2010年（平成22年） | 2,004人 | [ WEB 8 ] |  |
| 2015年（平成27年） | 1,939人 | [ WEB 9 ] |  |

## 学区
市立小・中学校に通う場合、学校等は以下の通りとなる。また、公立高等学校に通う場合の学区は以下の通りとなる。
| 丁目       | 番・番地等 | 小学校               | 中学校                 | 高等学校 |
| ---------- | ---------- | -------------------- | ---------------------- | -------- |
| 新宿一丁目 | 全域       | 名古屋市立高針小学校 | 名古屋市立高針台中学校 | 尾張学区 |
| 新宿二丁目 | 全域       | 名古屋市立前山小学校 | 名古屋市立牧の池中学校 | 尾張学区 |

## 交通
- 愛知県道217号岩藤名古屋線（高針街道、中馬街道）[2]
- 愛知県道219号浅田名古屋線
- 旧高針街道[2]

## 施設
- 高針第一公園[2]
- 高針第二公園[2]
- 世界救世教中部地区本部愛知県本部[2]
- 前山公園[2]
- 前山南公園[2]
- あいち銀行 高針支店

## その他

### 日本郵便
- 郵便番号 : 465-0063[WEB 3]（集配局：名東郵便局[WEB 12]）。

### WEB
1. ↑  “愛知県名古屋市名東区の町丁・字一覧”.   人口統計ラボ. 2017年10月7日閲覧。
2. 1 2  “町・丁目(大字)別、年齢(10歳階級)別公簿人口(全市・区別)”.   名古屋市 (2019年4月22日). 2019年4月23日閲覧。
3. 1 2  “郵便番号”.  日本郵便. 2019年3月17日閲覧。
4. ↑  “市外局番の一覧”.   総務省. 2019年1月6日閲覧。
5. 1 2  名古屋市役所市民経済局地域振興部住民課町名表示係 (2015年10月21日). “名東区の町名一覧”.   名古屋市. 2017年10月7日閲覧。
6. ↑  名古屋市役所総務局企画部統計課統計係 (2005年7月1日). “（刊行物）名古屋の町(大字)・丁目別人口 (平成12年国勢調査) 名東区” (XLS). 2017年10月8日閲覧。
7. ↑  名古屋市役所総務局企画部統計課統計係 (2007年6月29日). “平成17年国勢調査　名古屋の町(大字)別・年齢別人口 名東区” (XLS). 2017年10月8日閲覧。
8. ↑  名古屋市役所総務局企画部統計課統計係 (2012年6月29日). “平成22年国勢調査　名古屋の町(大字)別・年齢別人口 名東区” (XLS). 2017年10月8日閲覧。
9. ↑  名古屋市役所総務局企画部統計課統計係 (2017年7月7日). “平成27年国勢調査　名古屋の町(大字)別・年齢別人口” (XLS). 2017年10月8日閲覧。
10. ↑  “市立小・中学校の通学区域一覧”.   名古屋市 (2018年11月10日). 2019年1月14日閲覧。
11. ↑  “平成29年度以降の愛知県公立高等学校（全日制課程）入学者選抜における通学区域並びに群及びグループ分け案について”.   愛知県教育委員会 (2015年2月16日). 2019年1月14日閲覧。
12. ↑  “郵便番号簿 2018年度版” (PDF).   日本郵便. 2019年4月23日閲覧。

### 文献
1. 1 2 3 4 5 6 7 8 9 10  名古屋市計画局 1992, p. 871.
2. 1 2 3 4 5 6 7 8 9  「角川日本地名大辞典」編纂委員会 1989, p. 1550.
3. 1 2  名古屋市計画局 1992, p. 662.